# Scenopis

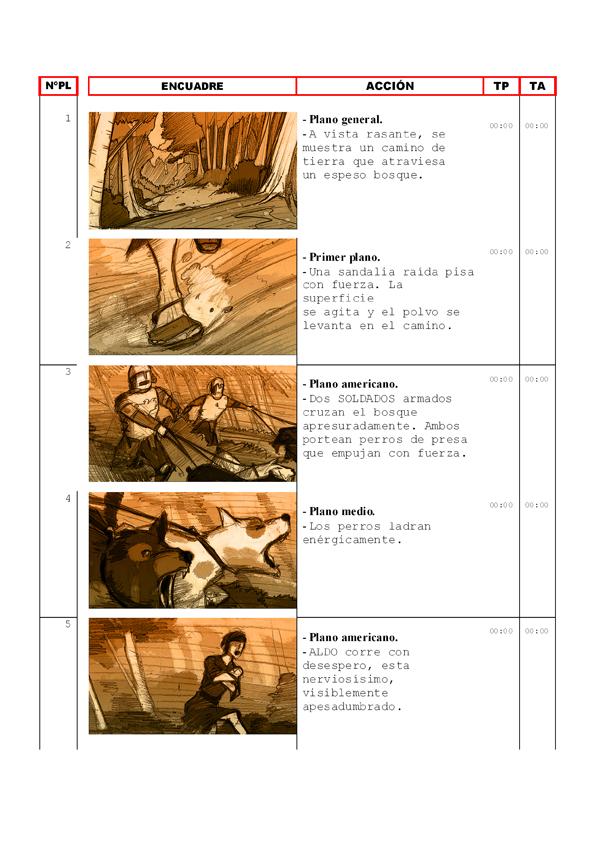
Przykład scenopisu

Scenopis – opracowywany na podstawie scenariusza techniczny plan realizacji filmu, sztuki teatralnej bądź serialu telewizyjnego, zawierający szczegółowy opis kolejnych scen, scenografii, ujęć kamery. Przy realizacji filmu jest podstawą konkretnych działań reżysera, operatora, scenografa i dźwiękowca. W praktyce filmowej, zwłaszcza w animacji, nazywany też "scenopisem opisowym". To podstawowa część filmu, na której jest opracowany.